# اللكتيوم
يعد اللكتيوم حلامة تربيسيني  (ASL)  الكازين  يحتوي على حيوية نشطة عشاري البيتيد يعمل علي مستقبلات جابا. وقد يساعد اللكتيوم علي تقليل الضغط والأعراض المصاحبة لها (الوظيفة العقلية، والهضم، وصحة القلب والأوعية الدموية والتفاعل الاجتماعي)، ويساعد علي الاسترخاء ومفيد للتغلب على الأرق. في تجارب (إكلينكية)، تبين أن اللكتيوم يقلل من الضغط الناجم عن زيادة مستويات الكورتيزول والأعراض المصاحبة للضغط ويعمل علي تحسين نوعية النوم عند مرضى الأرق المزمن. وهناك مزاعم صحية بأن اللكتيوم يساعد على تقليل آثار الضغط. كما أنه يعمل علي التهدئة ونشاط ضد الضغط بدون آثار جانبية مثل مهدئات، والاعتياد، والاعتماد، وضعف الذاكرة والتسمم.